# غاري كيد
غاري كيد (18 سبتمبر 1985 في جمهورية أيرلندا - ) (بالإنجليزية: Gary Kidd)‏ هو لاعب كريكت أيرلندي. شارك مع منتخب أيرلندا للكريكت.

## وصلات خارجية
- غاري كيد على موقع إي آس بي آن كريك إنفو (الإنجليزية)